# Partido Panucraniano Ródina
Partido Panucraniano Ródina (“patria” en ruso, “familia” en ucraniano y rusino) es una alianza político-social formada de un grupo de diputados del Consejo Municipal (la Duma) de Odessa en otoño de 2007. A poco tiempo sus ideas ganaron apoyo en otras partes de Ucrania por lo que el partido recibió el status de panucraniano.
De incentivo para la creación del partido claramente oposicionista sirvió la situación que se estableció en la ciudad de Odessa y el estado de Ucrania en general. El alto grado de corrupción y nepotismo, la vejación de los derechos de pequeños y medianos empresarios, la presión sobre los medios de comunicación y periodistas, dilapidación de la propiedad municipal y comunitaria, el menosprecio de los derechos humanos por las autoridades dieron el empuje para el crecimiento del partido que en dos años ganó la confianza de la gente y llegó a ser su portavoz en condiciones de la crisis económica mundial.
Ahora el partido apoya organizativa y jurídicamente las acciones de protesta iniciadas en diferentes partes de Ucrania por pequeños empresarios, trabajadores de diferentes ramas de industria y servicios públicos, minorías étnicas, etc., por lo que sus activistas son objeto de persecución de parte del Servicio de Seguridad de Ucrania (sucesor de la KGB) y presión de parte de las autoridades locales. Lo mismo pasa con los telecanales y periodistas que apoyan al partido, aun siendo víctimas de ataques armados.